# Euromil Mi-38
Euromil Mi-38 (Ruski: Ми-38) je transportni helikopter dizajniran od strane Mil-a uz međunarodnu suradnju. Planira se da će zamijeniti Mi-8 i Mi-6, a proizvodit će se i u vojnim i u civilnim inačicama.

## Razvoj
Priča o Mi-38 počinje na vrhuncu sovjetske intervencije u Afganistanu, 1983., kada se počinje razmišljati o nasljedniku Mi-8, ali u nekim vidovima i Mi-6. Sva iskustva stečena uporabom tih helikoptera u ratu trebala su biti ukomponirana u novi dizajn. Plan je bio početi sa serijskom proizvodnjom 1996. Na Paris Air Showu, 1989. godine, predstavljena je maketa helikoptera, a već je postojao model u prirodnoj veličini. Prvi problemi javljaju se početkom devedesetih godina, s raspadom SSSR-a i smanjenjem financijskih sredstava raspoloživih za razvoj novih projekata. Kako bi se program održao na životu, dolazi do udruživanja zavoda za proizvodnju helikoptera Mil i Kazan, te proizvođača motora Klimov. Godine 1992. francusko-njemački konzorcij Eurocopter izražava želju da se priključi programu, i to na području u kojem je Rusija zaostajala za zapadom - elektronici.
Opremanjem helikoptera zapadnim sustavima također se omogućavalo certificiranje po svim relevantnim standardima: JAR-29, FAR-29 i EASA 29, što je povećalo izvozni potencijal samog helikoptera. 1994. Ruski partneri u programu i Eurocopter osnivaju novu kompaniju nazvanu Euromil, a Eurocopter, osim dobavljanja avionike, preuzima ulogu savjetovanja ruskih partnera o certificiranju, te poslovima vezanim za izvoz. Partnerstvo se temeljilo na podjeli rizika, te je svaki partner imao 25% udjela u vlasništvu nove tvrtke. Godine 1996. Iz kompanije izlazi Klimov, njegov udjel u Euromilu ravnomjerno dijele preostali partneri, a uskoro postaje jasno da Klimov neće moći isporučiti planiranu pogonsku skupinu VK-3000 u predviđeno vrijeme. Euromil je našao rješenje u turbovratilnom motoru PW-127T/S, derivatu turboprop motora PW-127 snage 2500 KS u poletnom režimu, te 3600 KS u slučaju nužde (otkaza jednog motora). Potpisan je ugovor s kompanijom Pratt & Whitney Canada o isporuci dva motora za prvi prototip Mi-38, još se računalo da će Klimov uspjeti isporučiti VK-3000 u roku za ugradnju na prototipove koji su u planu. U to vrijeme trebala su se razvijati dva osnovna modela: jedan s ugrađenom zapadnom avionikom i PW-127T/S motorima, a jedan s ruskom avionikom i motorima VK-3000 (koji su, između ostalog, trebali biti ugrađeni u drugi i treći prototip).
Izlaskom Klimova iz vlasničke strukture Euromila, udjeli preostalih partnera su porasli na 33%, što ne bi bio problem da 1998. nije izglasan zakon po kojem se strane kompanije ograničavaju na maksimalno 25% udjela u vlasničkoj strukturi i zabranjuje im se sudjelovanje u izvršnim tijelima zajedničkih kompanija. To je, naravno predstavljalo problem Eurocopteru, jer ih je ruska vlada prisilila na smanjenje udjela u Euromilu i uklanjanje predstavnika iz izvršnog odbora. Do 2003. partneri su, uzalud, tražili rješenje problema lobirajući za promjenu zakona. Na kraju je Eurocopter odlučio prodati sav svoj udio preostalim partnerima Milu i Kazanu. Danas su te dvije kompanije jedine vlasnice Euromila i to svaka s udjelom 50%. Unatoč povlačenju iz vlasničke strukture, Eurocopter je najavio da će nastaviti rad na razvijanju avionike za Mi-38. Nekoliko mjeseci kasnije 22. prosinca 2003. nakon intenzivnih testiranja na zemlji, Mi-38 je izveo prvi let, unatoč obećanju iz Eurocoptera nova avionika nije integrirana u helikopter, tako da je kokpit opremljen instrumentima poznatim s Mi-8, otprilike onakvima koji se nalaze na našim novim Mi-171Sh. Od travnja 2004. probni letovi su postali sistematični, svi sustavi su radili normalno i 30. listopada iste godine Mi-38 je napravio 750 km dug let od Kazana prema Moskvi. Od tog leta testovi se, u punom zamahu, vrše u Milu, a Kazan se koncentrirao na izradu drugog i trećeg prototipa (OP-2 i OP-3). Novi udarac razvoju programa dolazi 2005. kada Eurocopter otkazuje suradnju na razvoju avionike, te je Euromil bio primoran brzo pronaći novog proizvođača, jer bez nove avionike nije bilo moguće dobiti sve potrebne certifikate. Na zrakoplovnoj izložbi ILA 2006. u Berlinu napokon dolazi do potpisivanja memoranduma između Euromila i tima sastavljenog od ruskog Transasa i francuskog Thalesa te počinje razvoj novog kompleta avionike za Mi-38.
Transas preuzima posao integracije sustava, a Thales treba razvijati automatski sustav upravljanja i komponente sustava opskrbe električnom energijom helikoptera. Posao bi se trebao završiti do 2009. kada je planirano EASA certificiranje helikoptera u konačnoj konfiguraciji. Očito je da će Thales preuzeti i posao prilagođavanja traženim standardima FAR/JAR/EASA-29, te posao marketinga na međunarodnom tržištu. U rujnu 2006. Mi-38 je u sklopu probnih letova postigao vrlo konkurentne rezultate, dostignuta je visina leta od 8170 m, a današnji helikopteri rijetko imaju viši dinamički plafon od 8000 m. Tijekom letova za određivanje statičkog plafona s poletnom težinom od 14 200 kg, posada je uspjela dostići visinu koja znatno premašuje 3000 m. Helikopter je uspio, po tvrdnji proizvođača, zalebdjeti, bez utjecaja zračnog jastuka, s poletnom težinom od 16 350 kg. Dostignuta brzina pri ovim letovima iznosila je 320 km/h, bez ikakvih trešnji i vibracija, što se najviše može zahvaliti konstrukciji nosećeg rotora. Probni piloti čak uspoređuju letne karakteristike Mi-38 s borbenim Mi-28, no s obzirom na napredni dizajn nosećeg i repnog rotora, te činjenici da prazni transportni helikopteri imaju "višak" snage, to i nije toliko nevjerojatno.
Kako posao na novoj avionici zbog navedenih razloga, nije završen, prototipovi PO-2 i PO-3 će, kao i prvi prototip, također biti opremljeni prilagođenim sustavima s Mi-8, a kako ni Klimov nije završio s testiranjem VK-3000, ta dva prototipa bit će pogonjeni motorima PW-127T/S. Budući da je Pratt & Whitney Canada već prisutan na Ruskom aeronautičkom tržištu preko kompanije P&W-Rus koja proizvodi motore za laki helikopter Ansat, a u svjetlu odluke Euromila da će, ipak, razvijati jednako opremljen helikopter i za Rusko tržište i za izvoz, za očekivati je da će i prve serijske Mi-38 pokretati PW-127T/S. Prvi letovi PO-2 i PO-3 se očekuju ove godine, u planu je i nastavak intenzivnih testiranja i certificiranja. Trenutne procjene troškova projekta kreću se u granicama 800 milijuna dolara, a početak serijske proizvodnje očekuje se 2011.

## Dizajn
Rotor u obliku slova "X" pokazao se učinkovitiji i tiši od konvencionalnog. Pri samom svrstavanju helikoptera u težinski razred imamo dilemu. Rusi, naime, imaju malo više standarde kad je riječ o podjeli zrakoplova po težini, što nije čudno s obzirom na to da su oni konstruirali An-124 i Mi-26. Tako da po ruskoj kategorizaciji maksimalna poletna težina Mi-38 od 15 600 kg ga svrstava u red srednjih helikoptera, dok po Američkim standardima spada u teške helikoptere. To je helikopter klasičnog dizajna, koji se sastoji od trupa i repne grede, te nosećeg i repnog rotora. Sam oblik trupa helikoptera je izveden tako da izaziva što manji otpor zraka, te je postignut vrlo visok stupanj aerodinamičnosti. Struktura trupa je tipa polumonokok. Sastoji se od troslojnih duraluminijskih panela i kompozitnih materijala spajanih zakovicama. Sekundarna struktura, izrađena od kompozita, uključuje nosnu konstrukciju, gornji panel kokpita, oplatu motora i gornja vrata na rampi. Repna greda je metalne konstrukcije s potpuno pomičnim stabilizatorima. Helikopter je predviđen za operacije danju i noću u raznim vremenskim i klimatskim uvjetima, pri temperaturama od -50°C do +60°C. Uporaba novih tehnologija u izradi i materijala visoke čvrstoće omogućilo je smanjenje vremena održavanja na manje od 0.95 sati rada na sat leta. Trasportna kabina je opremljena s tri izlaza: na lijevoj strani, odmah iza kokpita, nalaze se putnička vrata, na desnoj strani jesu nešto šira vrata koja se koriste prilikom SAR zadaća prilikom izvlačenja unesrećenih pomoću dizalice, sa stražnje strane se nalazi hidraulički pokretana rampa za utovar tereta i ulaz vozila. Osim glavnih izlaza na trupu ima i više izlaza za slučaj nužde. U dnu teretne kabine nalazi se otvor kroz koji se spušta sajla za nošenje podvjesnog tereta, koja se pričvršćuje, kao i kod osmice, za strop kabine. Kabina je duga 6,8 m bez rampe, široka 2,34 m, a visoka 1,8 m. 
Nosivost helikoptera je 5000 kg u teretnom prostoru ili 7000 kg ako se koristi za prenošenje podvjesnog tereta. Ovisno o konfiguraciji, u teretni prostor stane 30 putnika ili 16 ležajeva u slučaju medicinskih zadaća, a u VIP varijanti predviđen je prijevoz 12 putnika. Teretna kabina je opremljena valjčićima u podu i električnom šinskom dizalicom na stropu za lakšu manipulaciju paletiranim teretom. Kod desnih vrata u kabini se nalazi dizalica s vitlom nosivosti 300 kg, koja se prilikom korištenja elektromotorom izvlači van kabine kroz vrata. 
Šest spremnika goriva kapaciteta 3055 kg, koji se nalaze ispod poda teretne kabine izrađeno, je tako da spriječe zapaljenje, a čak pri padu s visine od 15 m gorivo se neće izliti. Pilotska kabina je od teretne odvojena pregradom u koju je ugrađena elektronika, a za razliku od osmice, zbog visokog stupnja automatizacije posada se sastoji od pilota i kopilota, a letač-tehničar više nije potreban, čak štoviše, kopilot će biti potreban samo kod prijevoza putnika. Motori se nalaze iza glavnog reduktora, a unutar aerodinamičkog nadgrađa teretne kabine. Uvodnici zraka motora sa separatorima čestica se nalaze na bokovima, tim rješenjem znatno se smanjio otpor zraka u odnosu na helikoptere koji imaju motore s uvodnicima koji se nalaze u pravcu leta, također je na minimum svedena mogućnost usisavanja stranog objekta prilikom progresivnog leta. Helikopter posjeduje neuvlačeće podvozje tipa tricikl, glavno podvozje je opremljeno uljno-pneumatskim amortizerima te po jednim kotačem, dok je nosna noga samocentrirajuća i posjeduje dva kotača. Na Mi-38 je ugrađena i oprema koja osigurava, neko vrijeme, plutanje helikoptera u slučaju prinudnog slijetanja na vodenu površinu. Valja napomenuti da je cijelo podvozje izvedeno tako da maksimalno ublaži udar prilikom grubljih slijetanja, a pilotska su sjedišta konstruirana tako da osim ublažavanja udara smanjuju i vibracije. Helikopter je osim za prevoženje putnika i tereta, te medicinske letove predviđen za zadaće traganja i spašavanja, a moderna avionika će mu omogućiti iznimno precizno postavljanje podvjesnog tereta.

### Oprema
Trenutačno se demonstrira samo civilna inačica Mi-38. Noseći rotor je krutog tipa, odnosno šest lopatica je bezšarnirno vezano za niskoprofilnu glavčinu izrađenu od titana. Lopatice su izrađene novom tehnologijom namatanja kompozita na radnom stolu, čime se povećava pouzdanost i kvaliteta izrade, a time i trajnost lopatica koja se sada procjenjuje na 22-25 godina, te ne iziskuju nikakvo održavanje. Napadni rubovi su opremljeni termoelektričnim sustavom protiv zaleđivanja. Vrhovi lopatica su zakošeni unatrag čime se izbjegavaju vibracije pri većim brzinama helikoptera. Repni rotor, poznat s Mi-28, postavljen je dovoljno visoko da ne postoji mogućnost zahvaćanja ljudi prilikom izlaska i ulaska kroz stražnja vrata, a sastoji se od dva neovisna dvokraka rotora vezana na jedno vratilo u obliku suženog slova "X". Takav se dizajn pokazao učinkovitijim i tišim od konvencionalnog. Pogonska skupina sastoji se od dva turbovratilna motora PW-127T/S, nazivne snage 2500 KS, ali se Euromil ipak nada da će u bližoj budućnosti jači motori VK-3000 postati dostupni, a njihovom ugradnjom povećala bi se i nosivost. Motori su opremljeni FADEC (full authority digital electronic control system) sustavom što pridonosi smanjenju opterećenja posade. Snaga s motora se prenosi na rotore i agregate preko glavnog reduktora VR-38. Reduktor je četverostupanjske modularne konstrukcije. Zbog svoje modularne izvedbe olakšano je održavanje, a također samo promjenom ulaznog modula omogućena je ugradnja motora s različitom brzinom i smjerom okretanja. Maksimalna snaga koju može prenositi verzija za PW-127T/S je 2x2500 KS prilikom poletnog režima i maksimalno 3900 KS prilikom rada samo jednog motora. Trajnost takvog reduktora je 12 000 sati. Na helikopter su ugrađena tri nezavisna hidraulička sustava, od kojih svaki može održati upravljivost u slučaju nužde. Upravljanje se vrši preko dvokomornih hidrauličkih aktuatora. Kokpit i teretna kabina su klimatizirani pomoću zraka koji se dovodi s kompresora motora te može održavati nižu temperaturu od 25° C u helikopteru pri vanjskoj temperaturi od 40°C i višu od 15° C pri vanjskoj temperaturi od -50°C. Sustav opskrbe el. energijom je također trostruko osiguran, tako da su ugrađena tri nezavisna generatora: dva istosmjerna snage 12 kW i jedan izmjenični snage 60 kW uz mogućnost ugradnje četvrtog, izmjeničnog, snage 40 ili 60 kW. Pomoćni izvori el. energije su dva akumulatora i pomoćni generator VD-100.
Što se tiče avionike, stvari još nisu definirane do kraja, trenutno se u prototipove ugrađuje elektromehanička instrumentacija, jer Thales, zbog kratkoće vremena, još nije završio s razvojem komleta avionike za Mi-38. Načelno se može očekivati da će to biti prilagođena inačica TopDeck kompleta. Što se tiće izgleda instrument-ploče, vjerujem da će biti vrlo slična onoj ugrađenoj u S-76D koja je isto dio TopDecka. TopDeck je prvotno razvijan za ugradnju u A380, a vrlo je inovativno modularno rješenje za nove zrakoplove koje nudi visok stupanj integracije sustava, fleksibilnosti i pouzdanosti. Zbog modularnosti je jednostavnije održavanje, ali i prilagodba specifičnim zahtjevima pojedinih zrakoplova. Dizajniran je da ispunjava zahtjeve i civilnih i vojnih zrakoplova, a u skladu je sa sadašnjim i budućim standardima zračnog prometa. Glavni dio TopDecka je "Glass cockpit" pilotska kabina koji će se u slučaju Mi-38 najvjerojatnije sastojati od 6 MFD-a u kombinaciji 6x8 in i 8x10 in, koji će se koristiti za prikazivanje informacija o letu, navigaciji, stanju motora i sustava, a također će prikazivati taktičke podatke ovisno o tipu zadaće. Sustav će kombinirati navigaciju i digitalne karte i time povećavati "situation awerness" pilota.

## Tehničke karakteristike (Mi-38)
Osnovne karakteristike
- posada: 3
- kapacitet: 32 putnika ili 6.000 kg tereta u unutrašnjosti i vanjskim nosačima.
- dužina: 19,70 m
- promjer rotora: 21,10 m
- visina: 5,13 m

Letne karakteristike
- najveća brzina: 275 km/h
- dolet: 1.300 km
- najveća visina leta: 6.500 m
- motor: 2× PW127TS ili Klimov TV7-117V turboosovinska motora